# Мусака

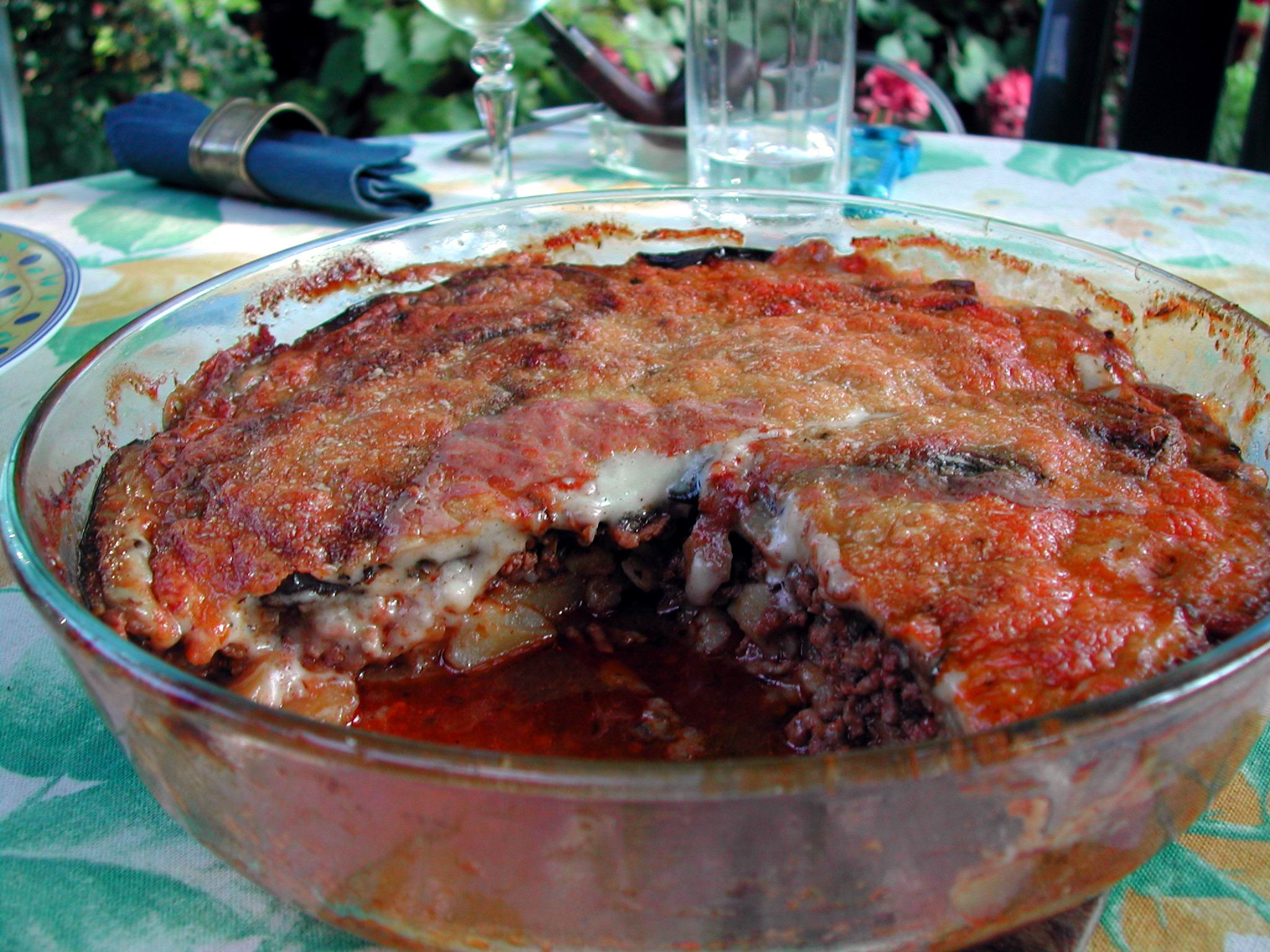
Египетская мусака

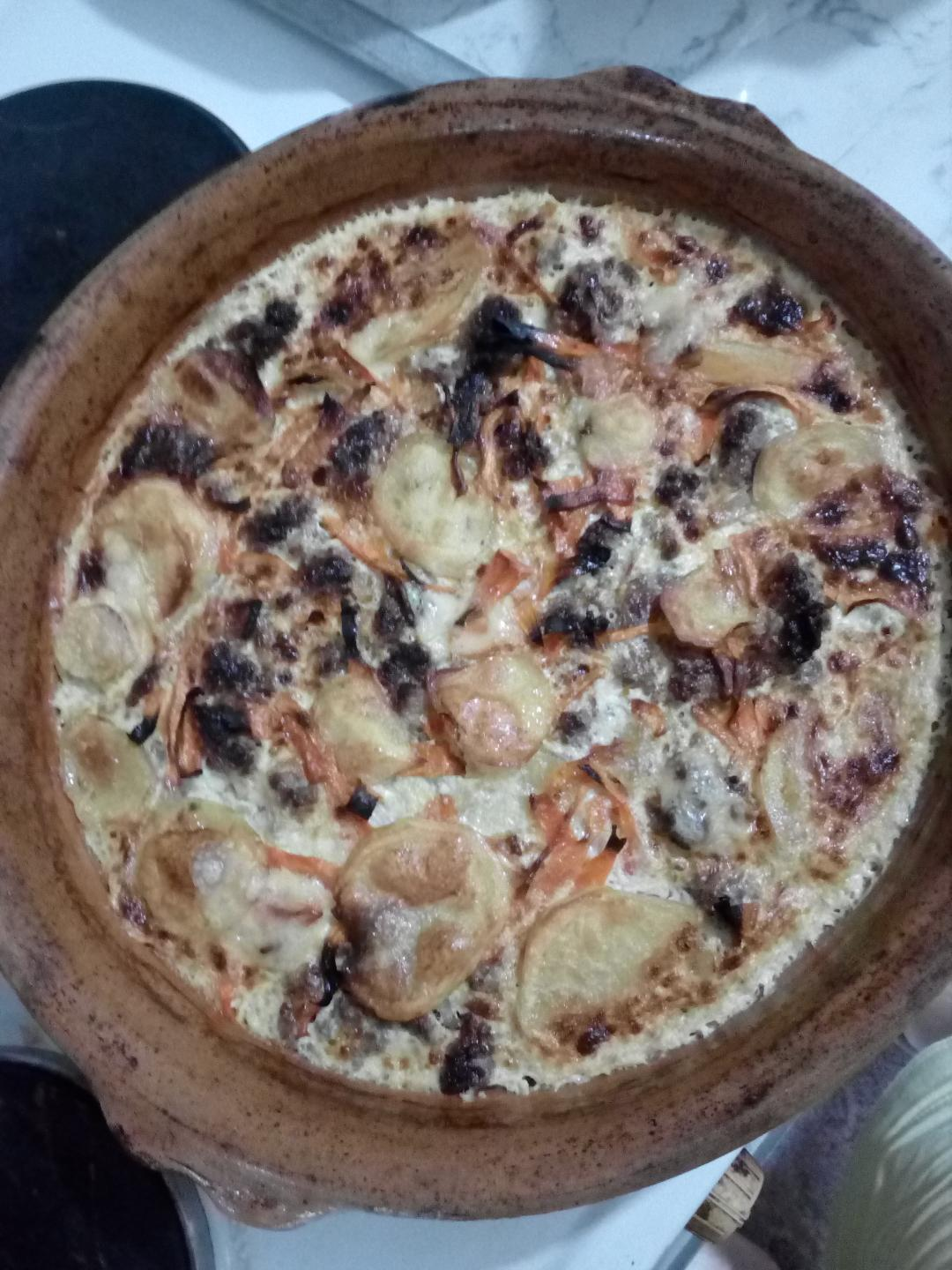
Македонская мусака

Муса́ка (греч. μουσακάς; рум. musaca; арм. մուսակա («мусака»); тур. musakka; макед., болг. и сербохорв. мусака/musaka; араб. مسقعة‎ muṣaqqa‘a) — традиционное блюдо из баклажанов на Балканах и Ближнем Востоке.

## Описание
Греческая мусака состоит из запечённых слоёв: из нижнего слоя баклажанов с оливковым маслом, среднего слоя из баранины с помидорами и верхнего слоя из соуса бешамель. Иногда в мусаку добавляют кабачки, картофель или грибы.
В арабских странах мусака представляет собой подаваемый холодным салат из помидоров и баклажанов, похожий на итальянскую капонату. В сербской, боснийской и румынской кухнях мусака может готовиться с помидорами вместо баклажанов.

## Румынская кухня
В румынской кухне мусака — это мясное блюдо, половину которого, а иногда и более, составляют овощи. Возможны и совершенно овощные, вегетарианские мусаки.
Особенность приготовления мусаки состоит в том, что все продукты закладывают в неё одновременно, а затем тушат в течение одного часа.
Мясо для мусаки — баранина, но может быть и телятина. Основные и обязательные овощи — лук, баклажаны, помидоры. Обычно в мусаке наряду с основными присутствует один из сменных овощей (капуста, картофель, кабачки). Пряности для мусаки — чеснок, лавровый лист, чёрный или красный перец, зелень укропа и петрушки; жиры — подсолнечное масло и сметана.
Мясо режут на кусочки, как для гуляша, и слегка отбивают. Овощи режут кружками, а капусту — соломкой. На дно широкой и неглубокой кастрюли, смазанной сливочным маслом, кладут слой баклажанов, затем слой лука, помидоров, кабачков, на них — слой мяса. Затем слои повторяют. Через каждые 2-3 слоя мусаку пересыпают пряностями. Особенно сдабривают мясной слой в середине, а также верхний овощной слой. Сверху мусаку заливают подсолнечным маслом и сметаной. В духовке мусаку выдерживают 1 час. Посыпают зеленью. Подают горячей, с соусом, в котором варилась.

## Болгарская кухня
В Болгарии мусака — это запечённая смесь фарша и картофеля с заливкой. А блюдо наподобие греческой мусаки, состоящее из различных овощей, картофеля и мяса, называют гювеч. Слово «гювеч» имеет в болгарском языке переносное значение — халява.

## Турецкая кухня
Турецкая мусакка не многослойна. Вместо этого тонко нарезанные баклажаны обжаривают и подают в томатном мясном соусе, приправленном зелёным перцем, чесноком и луком. Это, как правило, едят с пловом и дзадзики. Есть также варианты с кабачками (кабак мусакка), морковью (хавуч мусакка) и картофелем (пататес мусакка).

## Этимология
Слово мусака происходит от арабского musaqqa` («охлаждённый», от глагола saqqaʿa — охлаждать), пришедшего в другие языки через греческий.